# Beaufort (Carolina del Norte)
Beaufort es un pueblo ubicado en el condado de Carteret en el estado estadounidense de Carolina del Norte. Es sede del condado de Carteret. La localidad en el año 2008, tenía una población de 4.189 habitantes en una superficie de 9,2 km², con una densidad poblacional de 530,7 personas por km².

## Geografía
Beaufort se encuentra ubicado en las coordenadas 34°43′15″N 76°39′9″O / 34.72083, -76.65250. Según la Oficina del Censo, la localidad tiene un área total de 9,2 km² (3,6 mi²), de la cual 7,1 km² (2,7 mi²) es tierra y 2,1 km² (0,8 mi²) (22.82%) es agua.

### Localidades adyacentes
El siguiente diagrama muestra a las localidades en un radio de 24 kilómetros (14,9 mi) de Beaufort.

## Demografía
En el 2000 la renta per cápita promedia del hogar era de $28.763, y el ingreso promedio para una familia era de $39.429. El ingreso per cápita para la localidad era de $19.356. En 2000 los hombres tenían un ingreso per cápita de $30.859 contra $22.955 para las mujeres. Alrededor del 16.60% de la población estaba bajo el umbral de pobreza nacional.